# يوشينوبو إيشي
يوشينوبو إيشي (باليابانية: 石井 義信) (مواليد 13 مارس 1939)، هو لاعب كرة قدم ياباني سابق كان يلعب كلاعب وسط. سبق له أن لعب مع منتخب اليابان.

## وصلات خارجية
- يوشينوبو إيشي على موقع قاعدة بيانات كرة القدم.إي يو (الإنجليزية)
- يوشينوبو إيشي على موقع ناشيونال فوتبول تيمز (الإنجليزية)
- يوشينوبو إيشي على موقع عالم كرة القدم.نت (الإنجليزية)

- National Football Teams
- Japan National Football Team Database